# Manyarsidomukti
Manyarsidomukti is een bestuurslaag in het regentschap Gresik van de provincie Oost-Java, Indonesië. Manyarsidomukti telt 2259 inwoners (volkstelling 2010).